# 브라운 각서
브라운 각서란 1966년 3월 7일에 주한미국 대사 윈스럽 브라운과 대한민국 정부의 이동원 외무부 장관 간에 체결한 각서이다. 정식 명칭은 《한국군 월남 증파에 따른 미국의 대한 협조에 관한 주한미대사 공한》으로 대한민국 정부는 베트남 추가 파병을 조건으로 국가 안보와 대한민국의 경제 발전에 대한 16개항의 내용이 들어 있다. 이 문서는 2005년 8월 26일 정부의 베트남전 관련 문서 공개로 이 문서와 1970년에 열린 미상원 사이밍턴 청문회에 대한 내용이 자세한 알려졌다.

## 배경
대한민국군의 베트남 2차 파병이후 베트남의 상황은 점점 악화되고 있었다. 호치민 루트를 통한 북베트남 정규군의 남하가 계속되자 남베트남의 곳곳에서는 지상군 전투가 격화됐다. 1965년 3월 11일 김현철 주미대사는 조지 볼 미국무부 차관과의 면담을 통해 "한국 정부는 베트남에서 추가적인 병력을 기꺼이 파견하겠다."고 말했으며, 이동원 외무부 장관은 브라운 주한미국 대사와 다음과 같이 협상한다.
1. 파병 상한선은 5만명이내
2. 한국군의 현대화 지원
3. 북한의 침공시 미국이 즉각 출병하도록 한미상호방위조약을 개정한다.
4. 남베트남에서 사용할 군수품 공급 등 한국의 남베트남 시장진출을 보장한다.

위와 같은 한국 정부의 요구사항은 1965년 5월 17일에서 18일까지 워싱턴에서 개최된 한미정상회담에서 대부분 타결됐다. 이에 따라 한국 정부는 6월 14일 남베트남 정부로부터 전투병력 정식 파병요청서를 접수하고, 8월 13일에 국회의결을 얻었다. 국방부는 수도사단과 제2해병여단을 파병부대로 선정하고, 《맹호부대》와 《청룡부대》로 각각 명명하였다. 9월 25일 〈주월한국군사령부〉를 창설하고 수도사단장 채명신 소장을 사령관으로 임명하였다. 10월 9일 청룡부대는 남베트남 깜란에 상륙하여 9월 20일부터 주월한국사령부가 사이공에서 문을 열었고, 11월 1일 맹호부대가 뀌년에 상륙을 하였다.
1965년 말까지 184,300여명을 파병한 미국 내에서는 반전여론으로 인해 추가 파병이 한계에 봉착했다. 그리하여 존슨 정부는 반전 여론을 무마시키기 위해 한국 정부에 파병을 요청하였다. 1965년 12월 유엔총회 참석차 미국을 방문한 이동원 외무부장관에게 러스크 국무부 장관이 전투부대 추가파병을 공식 요청하였다.
한국은 3차 파병시 합의했던 한국군 장비현대화 등의 약속이행을 촉구하며, 〈선약속 이행, 후파병〉을 요구하였다. 그러나 미국은 〈선파병, 후약속이행〉을 주장하여 협상이 결렬되었다. 상황이 점점 악화되자 미국은 1966년 1월 1일과 2월 22일 험프리 부통령을 특사로 파견하여 약속 이행을 선언하며, 추가 파병을 요청했다. 이동원 외무부 장관은 브라운 미국대사와의 협상을 통해 한국에 약속한 내용을 서면화한 《브라운각서》를 받아내었다.

## 내용

### 가. 군수 협조
1. 한국에 있는 대한민국 국군의 현대화 계획을 위하여 앞으로 수년동안에 상당량의 장비를 제공한다.
2. 월남공화국에 파견되는 추가병력에 필요한 장비를 제공하며 또한 파월 추가병력에 따르는 일체의 추가적 원화경비를 부담한다.
3. 월남공화국에 파견되는 추가병력을 완전 대치하는 보충병력을 정비하고 훈련하며 수효 재정을 부담 한다.
4. 대한민국의 대간첩 활동능력을 지원하기 위하여 한.미합동 연구결과에 따라 양국 정부에 의하여 필 요하다고 결정되는 요구를 충족시키는 데 기여한다.
5. 대한민국에서 탄약생산을 증가하기 위하여 병기창 확장 시설을 제공한다.
6. 대한민국측 전용 통신시설을 제공할 것이며 그 성격은 서울과 사이공에 있는 합중국 및 대한민국의 관계관에 의하여 합의될 것이다. 본 시설은 월남공화국 주둔 대한민국 부대와의 통신을 위한 요구를 충족할 것이다.
7. 파월 대한민국 부대를 지원하기 위하여 대한민국 공군에 C-54 항공기 4대를 제공한다.
8. 막사및 독신장교 숙사와 취사 식당위생 및 오락시설 등 부대복지를 위한 제 관련된 시설을 개선하는 데 필요한 재원을 군사원조 계획 잉여물자의 매각대금에서 제공한다.
9. 파월 한국군 전원에 대하여 1966년 3월 4일 비치 장군 및 김성은 국방부 장관 간에 합의된 율에 따라 해외 근무수당을 부담 한다.
10. 월남에서 발생하는 전사상자에 대해서는 최근 한. 미합동군사위원회서 합의된 액수의 2배 비율로  보상금을 지불한다.

### 나.경제 협조
1. 이러한 추가병력이 월남 국내에서 1개 예비사단 1개 예비 예비여단 및 지원부대를 동원 유지함에 소요되는 순 추가비용의 전액과 동액의 추가 원화를 한국 예산을 위하여 방출한다.
2. 상당수의 대한민국 병력 즉 최소한 2개 사단병력이 월남공화국에 주둔하고 있는 동안에는 군수이관 을 중지하며 동시에 1967년 미회계년도에는 1966년 미회계년도에 중지된 품목과 아울러 1967년 미회계년도 계획표에 있는 품목을 한국에서 조달한다.

(가) 파월 대한민국 부대에 소요되는 보급물자 용역 및 장비를 실행할 수 있는 한도까지 대한민국에서 구매하며 파월 미군과 월남군을 한 물자 중 결정된 구매품목을 한국에서 발주한다.
그 경우는 다음과 같다.
1. 한국에 생산 능력이 있는 경우
2. 한국이 규격과 납품예정 지원을 맞출 수 있을 경우
3. 한국의 물품가격이 극동의 기타 공급 가능지 가격과 비등하다는 것을 합리적으로 인정 할 수 있을 경우
4. 기타 점에 있어서 구매가 합중국 국방성의 규정과 절차에 부합할 경우

(나) 합중국의 공급 업자들과 경쟁하는 원칙하에 미국 국제개발처(AID)가 월남공화국에서 농촌 건설사업 선무. 구호. 보급 등의 사업을 위한 계획사업에 이용할 목적으로 구매하는 물자의 상당한 양을 한국이 적시 및 적가로 공급할 수 있는 최대한까지 한국에서 구매한다.
(다) 월남공화국에 의하여 허가되는 범위 내에서 한국 청부업자들이 합중국정부 및 미국 청부업자들이 월남 공화국에 있어서의 한국인 민간기술자 고용을 포함하여 기타 용역을 제공할 수 있는 기회를 확대 한다.
1. 수출진흥의 전반부분에 있어서 대한민국에 대한 기술 협조를 강화 한다
2. 1965년 5월에 대한민국에 대하여 이미 약속한 바 있는 1억 5000만불 차관에 기추하여 합중국 정부는 적절한 사업이 개발됨에 따라 1억 5000만불 약속에 적용되는 동일한 정신을 위하여 대한민국의 경제 발전을 지원하기 위하여 추가 차관을 제공 한다
3. 1966년도 재정안정 계획의 시행 결과에 따라 적당한 경우 월남공화국에 대한 수출 지원 및 기타 개발 목적을 위하여 사용할 수 있는 1천 500만불의 프로그램톤을 1966년 중에 제공한다.

## 같이 보기
- 베트남 전쟁
- 대한민국군 베트남전 참전
- 독도밀약
- 한일기본조약